# Handley Page Hastings
Pour les articles homonymes, voir Hastings.
Dimensions
Le Handley Page Hastings fut conçu en vue de remplacer l'Avro York, en service dans la RAF, comme avion de transport à long rayon d'action. Le Hastings effectua son vol initial en mai 1946. 151 exemplaires ont été construits en 1946 et 1951.

## Conception
Le HP67 était la réponse de Handley Page à l'appel d'offres C.3 / 44 pour un avion de transport à longue distance. Il était entièrement métallique, monoplan à aile basse cantilever et empennage conventionnel. Il avait des ailes tout en métal à dièdre positif, qui avaient été conçues pour le HP.66, un bombardier abandonné dérivé du Handley Page Halifax, et un fuselage circulaire adapté à la pressurisation jusqu'à 5,5 psi (380 hPa), un train d'atterrissage rétractable avec roulette de queue. Le Hastings était propulsé par quatre moteurs en étoile Bristol Hercules 101 montés sur les ailes. En service, l'avion avait un équipage de cinq personnes et pouvait accueillir soit 30 parachutistes, 32 civières et 28 blessés assis, ou 50 soldats entièrement équipés.

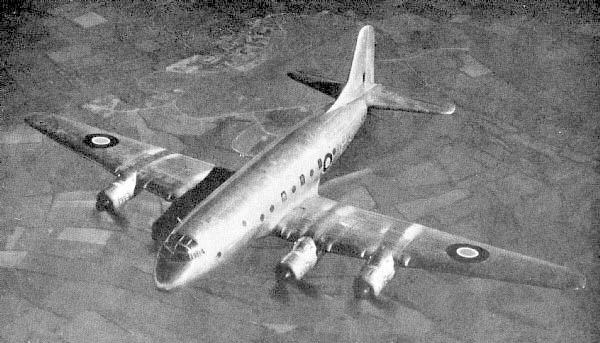
L'un des deux prototypes du Hastings.

Une version civile du Hastings a été développée : le Handley Page Hermes. Les prototypes Hermes avaient priorité dans le programme mais ce programme a été mis en attente après que le prototype ,se soit écrasé au cours de son premier vol le 2 décembre 1945 et la compagnie s'est concentrée sur la variante militaire, le Hastings. 
Le premier des deux prototypes du Hastings (TE580) vola sur la base aérienne de RAF Wittering (en) le 7 mai 1946. Les tests ont montré que l'avion était instable latéralement et qu'il avait tendance à décrocher sans avertir. Les prototypes et les quelques premiers avions de production ont été soumis à une série de modifications urgentes et tests pour résoudre ces problèmes. Une solution provisoire a été trouvée par la modification du stabilisateur horizontal avec 15° de dièdre, tout en étant équipé d'avertisseurs de décrochage. Cela a permis au premier avion de production (Hastings C1) d'entrer en service en octobre 1948.

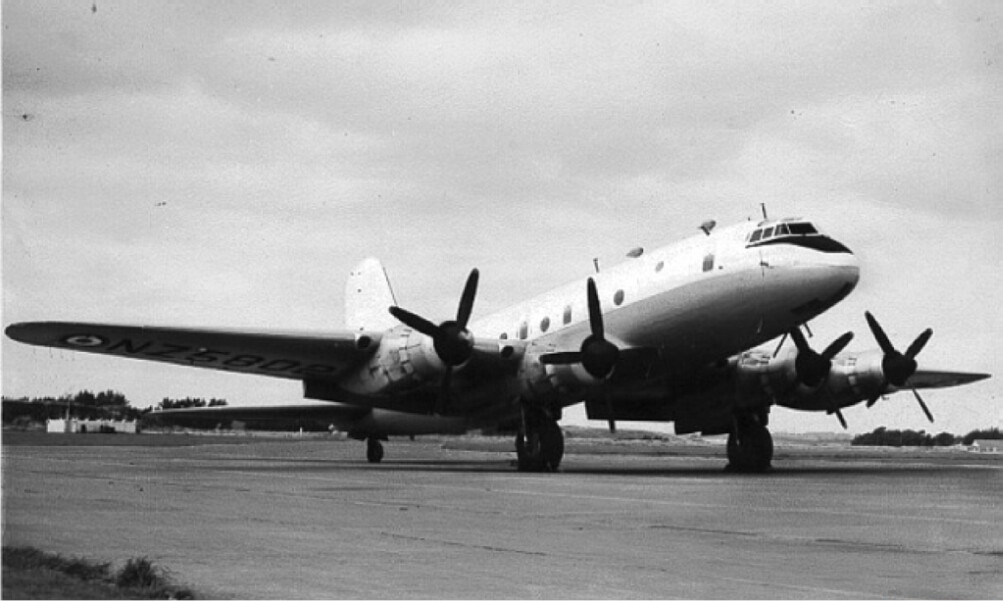
Hastings C3 RNZAF en 1953.

La RAF avait initialement commandé 100 Hastings C1, mais les six derniers ont été construits comme version de reconnaissance météorologique Hastings Met. Mk.1 , et sept autres avions ont été convertis à cette norme. Huit avions C1 ont été plus tard transformés en Hastings T5, version d'entraînement, qui ont été utilisés pour la formation des équipages des bombardiers V.
147 avions ont été construits pour la Royal Air Force et quatre pour la Royal New Zealand Air Force, un total de 151.

## Engagements
Le Hastings a été mis en avant en raison du pont aérien de Berlin, avec le No. 47 Squadron RAF (en) en remplacement de ses Halifax A Mk.9 par des Hastings en septembre-octobre 1948, première sortie sur Berlin le 11 novembre 1948. La flotte de Hastings a été principalement utilisée pour transporter du charbon, avec deux autres escadrons, 297 et 53 qui ont rejoint le pont aérien. Un Hastings a fait la dernière sortie du pont aérien le 6 octobre 1949, les 32 Hastings déployés ont livré 49 900 tonnes de fournitures au prix de la perte de deux avions.

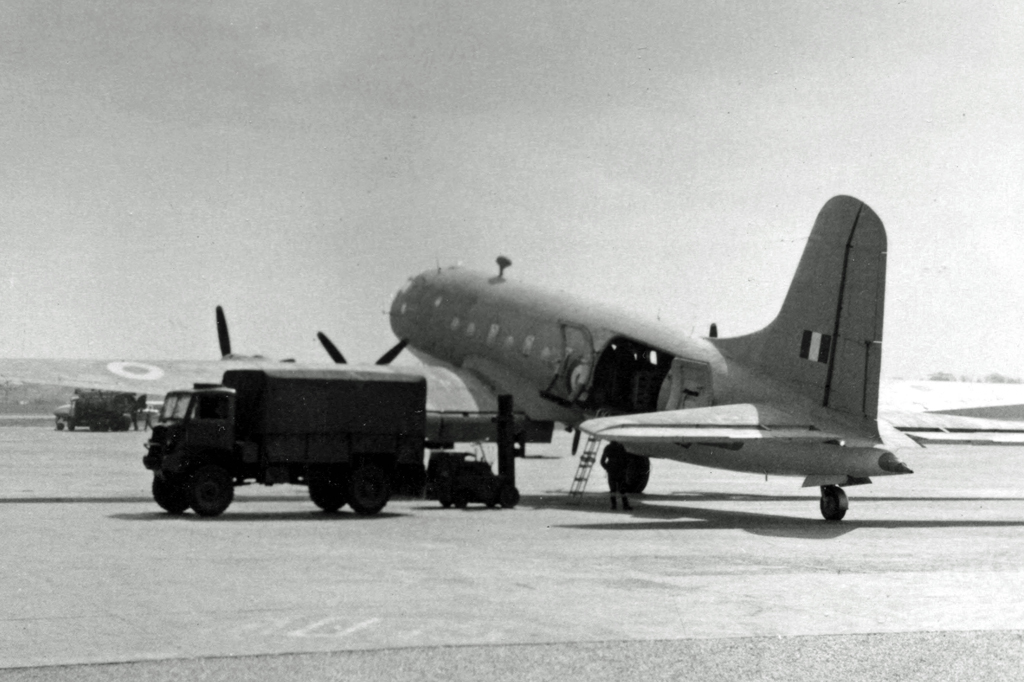
Hastings Met Mk.1 du No. 202 Squadron RAF portant le camouflage Coastal Command à l'aéroport de Manchester en 1954.

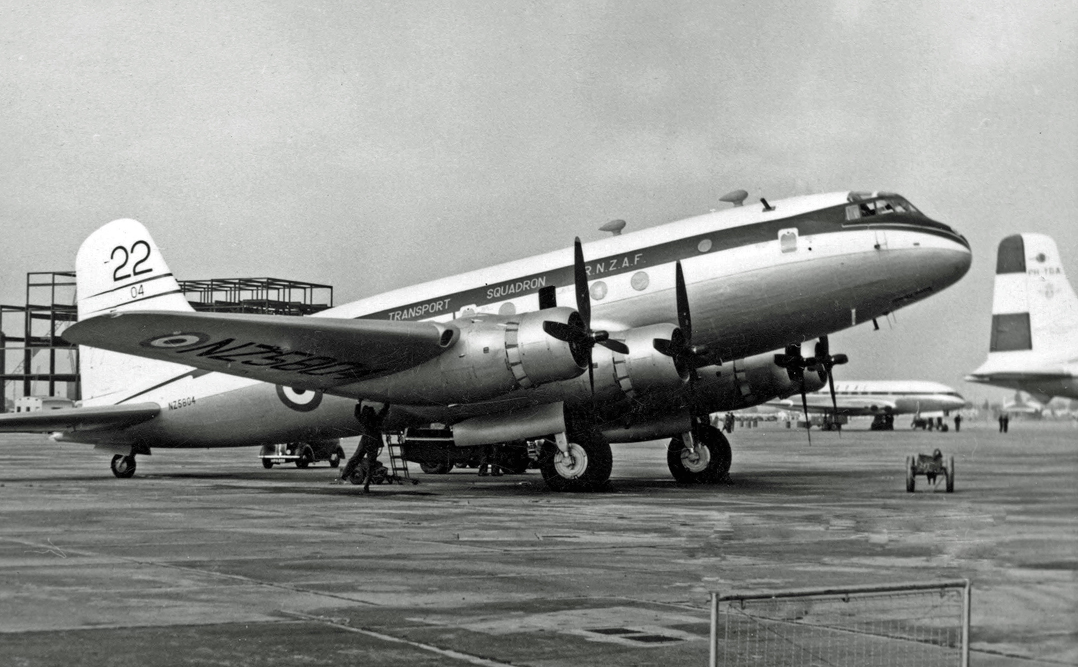
Un Hastings C.3 du No.40 Squadron de la RNZAF à Heathrow en 1953.

Une centaine de Hastings C.Mk.1 et 41 Hastings C.Mk.2 ont été construits, et ils ont servi à la fois sur des itinéraires à longue distance pour le RAF Transport Command et comme transport tactique jusqu'à l'arrivée du Bristol Britannia en 1959. Un exemple d'une des dernières utilisations fut pendant la crise du canal de Suez quand les Hastings des 70, 99 et 511 Squadrons ont largué des parachutistes sur l'aérodrome El Gamil (en).
Le Hastings a continué à fournir une aide au transport pour les opérations militaires britanniques à travers le monde au cours des années 1950 et 1960, comme le parachutage de fournitures aux troupes opposées aux forces indonésiennes en Malaisie pendant la Confrontation indonésio-malaisienne.
Le Hastings a pris sa retraite du Royal Air Force Transport Command au début de 1968, quand il a été remplacé par le Lockheed C-130 Hercules. L'avion de reconnaissance météorologique Met Mk.1 a été utilisés par le No. 202 Squadron RAF (en) à Aldergrove (en) (Irlande du Nord) à partir de 1950 jusqu'à la dissolution de l'escadron le 31 juillet 1964, rendu obsolète par les satellites météorologiques. Le Hastings T.Mk.5 est resté en service pour la formation d'opérateurs radar dans les années 1970, et il a même été utilisé à des fins de reconnaissance au cours de la guerre de la morue pendant l'hiver 1975-1976, finalement réformé le 30 juin 1977.
Les Hastings ont également opéré en Nouvelle-Zélande, où l'Escadron 40 (en) de la Royal New Zealand Air Force l'a utilisé jusqu'à son remplacement par le C-130 Hercules en 1965.
Quatre avions de transport Hastings C.Mk.3 ont été construits et fourni à la RNZAF. L'un s'est écrasé sur la base aérienne de Darwin et a causé des dommages considérables à la conduite d'eau principale de la ville, son chemin de fer et la route menant à la ville. Les trois autres ont été affectés à la base d'Ohakea (en). Au cours de la période où les moteurs avaient des problèmes avec leurs chemises louvoyantes (problèmes d'huile de lubrification), le personnel de la RNZAF plaisantait en disant que le Hastings était le meilleur avion trimoteur au monde.